# 岡本道雄
岡本道雄（日語：おかもと みちお，1913年11月25日—2012年7月24日）為日本医学学者。前京都大學總長。専門腦神經解剖學。

## 生平
1913年11月25日京都府舞鶴市出生。京都帝國大學醫學系畢業。京都帝國大學院特別研究生修業完成（腦神經解剖學）。曾任三重縣立醫科大學教授、神戶醫科大學教授。1959年任京都大學教授、1973年任總長。之後任京都造形藝術大學校長。歷任國際高等研究所所長、臨時教育審議會會長、醫道審議會會長、科學技術會議議員、京都文化博物館館長等職務。現在為、除了擔任京都大學名譽教授醫學系、亦擔任京都造形藝術大學名誉校長、國際高等研究所特別顧問、神戸市立中央市民病院名譽院長、日德文化研究所理事長・所長等職務。2004年11月、就任特定非営利活動法人日本政策前緣最高顧問。受頒勳一等旭日大綬章、及德国功勞勳章大功勞十字星章。